# Serinpu (Hofzwerg)
Serinpu (auch Ser-Inpu) ist der altägyptische Name eines Mitglieds des königlichen Hofstaates, der während der Regierungszeit des Königs (Pharao) Den (1. Dynastie) lebte.

## Belege
Serinpus Name erscheint auf einer stark beschädigten Grabstele zusammen mit dem Determinativ eines Kleinwüchsigen. Die Stele selbst besteht aus Kalkstein und befindet sich heute im Museum August Kestner zu Hannover. Serinpu wird aufgrund des Determinativs als Tanz- und Hofzwerg angesehen. Kleinwüchsige galten in der Frühzeit als Statussymbol, konnten aber auch beruflich wie amtlich aufsteigen. Dies würde erklären, warum Serinpu ein Nebengrab direkt am Grab des Königs zugestanden wurde. Es sind jedoch keinerlei Rang- und Hoftitel überliefert.

## Grab
Serinpu wurde nach seinem Tod in einem Nebengrab in der Nekropole des Königs Den (Tomb T) in Abydos bestattet. Bis zum Beginn der 2. Dynastie war es altägyptische Tradition, dass ein Teil der Angehörigen des Königshauses dem Herrscher in den Tod folgen musste.